# Hangimiz Tertemiz (singolo)
Hangimiz Tertemiz è un singolo del 2014 di Emre Altuğ in duetto con il cantante rapper turco Server Uraz.
La canzone è il primo ed ultimo singolo estratto dall'ottavo album di Emre Altuğ, Hangimiz Tertemiz. Il video di Hangimiz Tertemiz, e le riprese sono state eseguite a Istanbul nell'agosto 2013.